# 進歩党 (アメリカ 1948)
進歩党（英語: Progressive Party）は、アメリカ合衆国にかつて存在した政党。
1948年の大統領選挙に際し、フランクリン・ルーズベルト政権で農務長官、商務長官そして副大統領を務めたヘンリー・A・ウォレスの選挙母体となった。
1948年7月23日には全国大会も開かれた。
1924年の進歩党を引き継ぐ政党だが、これまでの進歩党と異なり、民主党から分裂した政党の色が強かった。
黒人への参政権完全付与（のちの公民権運動に連なる）や国民皆保険など左派的な政策を掲げたが、反共主義の嵐が吹く世論を前に一般投票の得票率は2.4％にとどまった。
1955年に解党した。